# Poule ardennaise
L'ardennaise est une race de poules domestiques belge et française, originaire des Ardennes des deux côtés de la frontière.

## Description
C'est un oiseau vif et svelte. Son dos est assez long sa poitrine large et bien arrondie. Les ailes, longues et bien fermées, sont portées assez serrées au corps. La tête est fine et petite.
Cette poule a gardé un tempérament assez sauvage. Légère, agile et hardie elle s'envole facilement à trois ou quatre mètres de haut et sur une distance de vingt ou trente mètres. Elle se nourrit, en extérieur, principalement seule et fait preuve d'une grande autonomie ; aussi il n'est pas rare que la femelle disparaisse et réaparaisse trois semaines plus tard avec une couvée de poussins, ou qu'un jeune coq quitte sa basse-cour pour l'aventure. Bonne pondeuse, ses œufs sont blancs, pèsent environ cinquante grammes, avec 150 à 180 œufs par an. Elle est élevée pour la production d'œufs mais aussi pour sa chair très fine à l'aspect particulièrement foncé.
Il existe une variante de l'ardennaise, identique mais sans queue,.

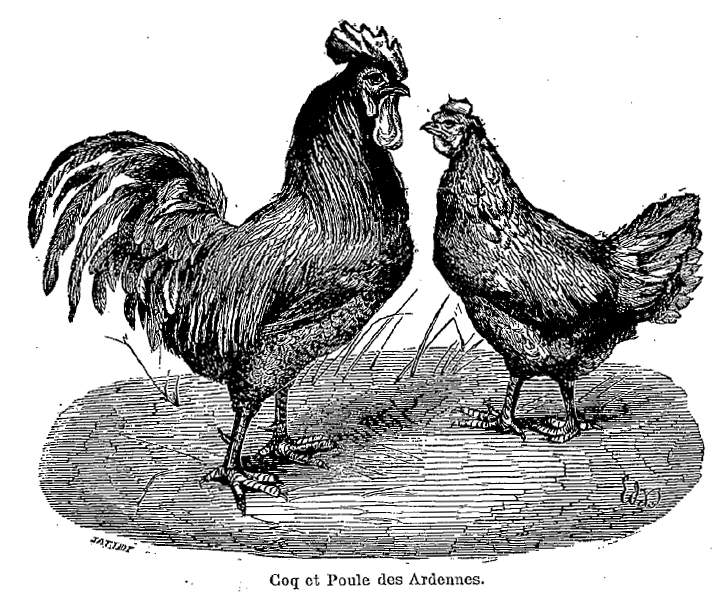
La Perre de Roo, Coq et poule des Ardennes, 1882

### Origine
C'est une race d'origine principalement belge, présente en Belgique et en France. De ses origines, l'Ardenne, lui vient son nom.

### Standard

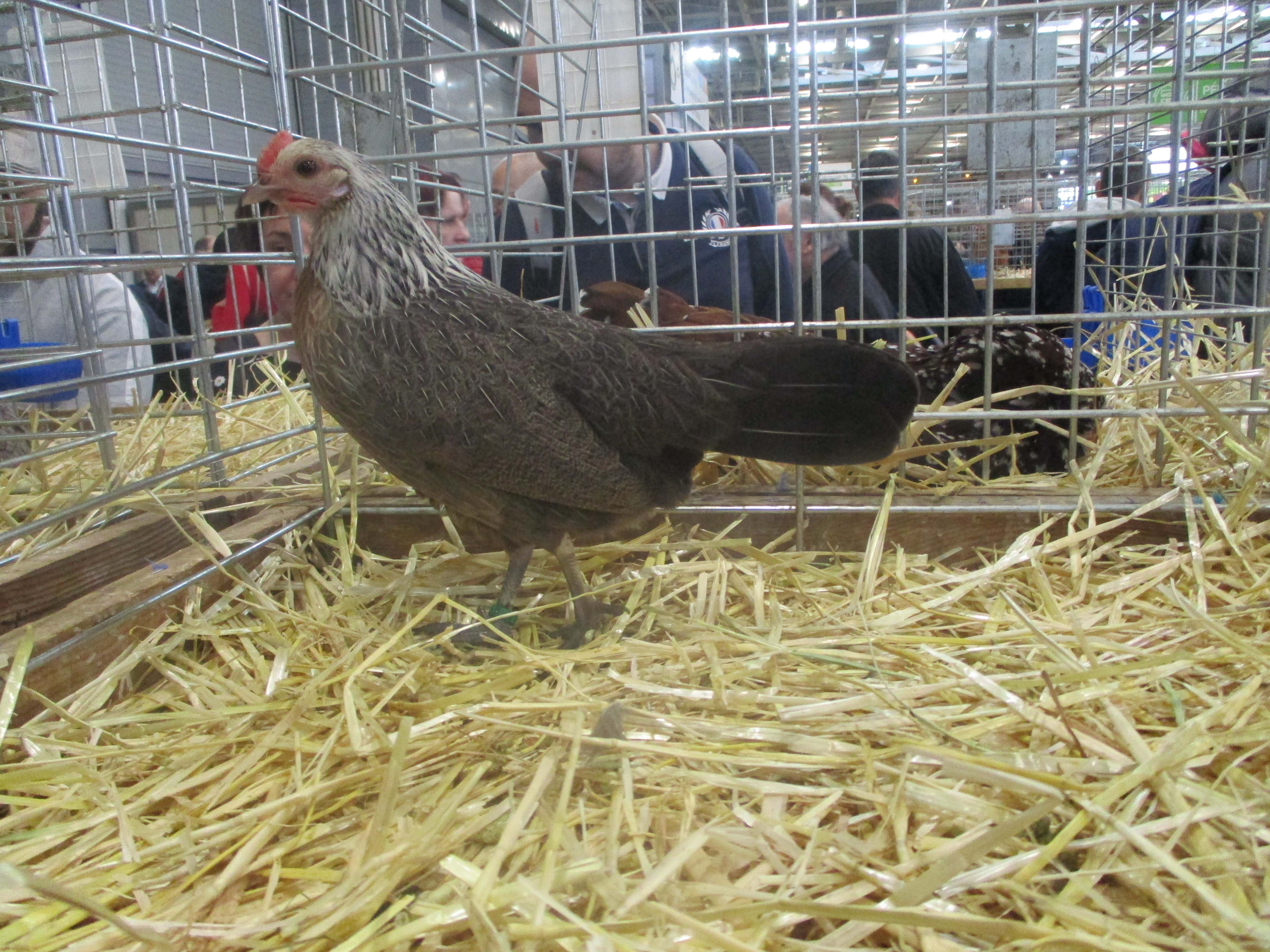
Poule ardennaise naine coloris saumon argenté.

sauf pour les variétés dorée et argentée-saumoné et leur variante bleue, la face doit être de couleur mûre écrasée.
- Crête : simple
- Oreillons : rouge sombre
- Couleur des tarses : bleu foncé, ardoise et noirâtre selon variétés
- Couleurs de plumage : doré-saumoné, doré-saumoné bleu, argenté-saumoné, noire, noire à camail doré ou argenté avec ou sans poitrine liserée, noir-doré, noir-argenté[3].

Grande race :
- Masse idéale : Coq : 1.75 à 2,5 kg ; Poule : 1,5 à 1,75 kg
- Œufs à couver : min. 60 g, coquille blanche
- Diamètre des bagues : Coq : 18 mm ; Poule : 16 mm

Naine:
- Masse idéale : coq : 650 g ; poule : 550 g[4]
- Œufs à couver : min. 35 g, coquille blanche
- Diamètre des bagues : coq et poule : 12 mm
  - Les poules naines sont de bonnes couveuses

## Club officiel
- Conservatoire de l’Ardennaise, rue Vaux, 52250 Baissey.

## Sources
- Le Standard officiel des volailles (Poules, oies, dindons, canards et pintades), édité par la SCAF.
- Standard des races Belges (Belgique)